# Gneu Domici Ahenobarb (pretor)
Gneu Domici Ahenobarb (en llatí Gnaeus Domitius Ahenobarbus) va ser un magistrat romà. Formava part de la família Ahenobarb, una branca plebea de la gens Domícia. Probablement era fill del cònsol del 94 aC Luci Domici Ahenobarb.
Va ser pretor romà l'any 54 aC i va presidir el segon judici de Marc Celi.